# 제임스 호런
제임스 호런(James Horan, 1954년 12월 14일 ~ )은 미국의 텔레비전 배우, 영화배우, 성우이다.
루이빌에서 태어났다.

## 영화
- 다잉 갓 (2008년)
- 추즈 코너 (2007년)
- 비지테이션 (2006년)
- 스타쉽 트루퍼스 - 애니메이션 시리즈 (1999년)
- 쇼룸 (1997년)
- 스캐너 캅 (1994년)
- 쾌걸 조로 (1990년)
- 스타 트렉 - 넥스트 제너레이션 TV 시리즈 (1987년)
- 차타누가 폭소 열차 (1984년)
- 더 영 앤 더 레스트리스 (1973년)